# Rhamnus saxatilis
Rhamnus saxatilis, espino (nombre común de muchas otras especies),  es una especie de planta fanerógama de la familia Rhamnaceae.

## Descripción
Es un arbusto erecto que alcanza un tamaño de hasta 1,5 m de altura, de hojas caducas, muy ramificado, con ramas opuestas o subopuestas, espinosas, glabras. Las hojas de 10-25 x 5-15 mm, con pecíolo de 2-6 mm, fasciculadas sobre braquiblastos y opuestas o subopuestas sobre macroblastos, de obovadas a ampliamente elípticas u ovadas, crenado-serruladas, agudas u obtusas, glabras. Flores fasciculadas, con pedicelo de hasta 3 mm. Cáliz con 4 sépalos, de lanceolados a triangular-lanceolados, glabros. Corola con 4 pétalos de 0,6-0,7 mm, rara vez ausente. Disco nectarífero glabro. Frutos de 4,8-5,2 x 4,4-5 mm, verdosos, con 2-3 pirenos, glabros. Semillas de 4,8-5,2 mm, con surco entero. Florece en junio.

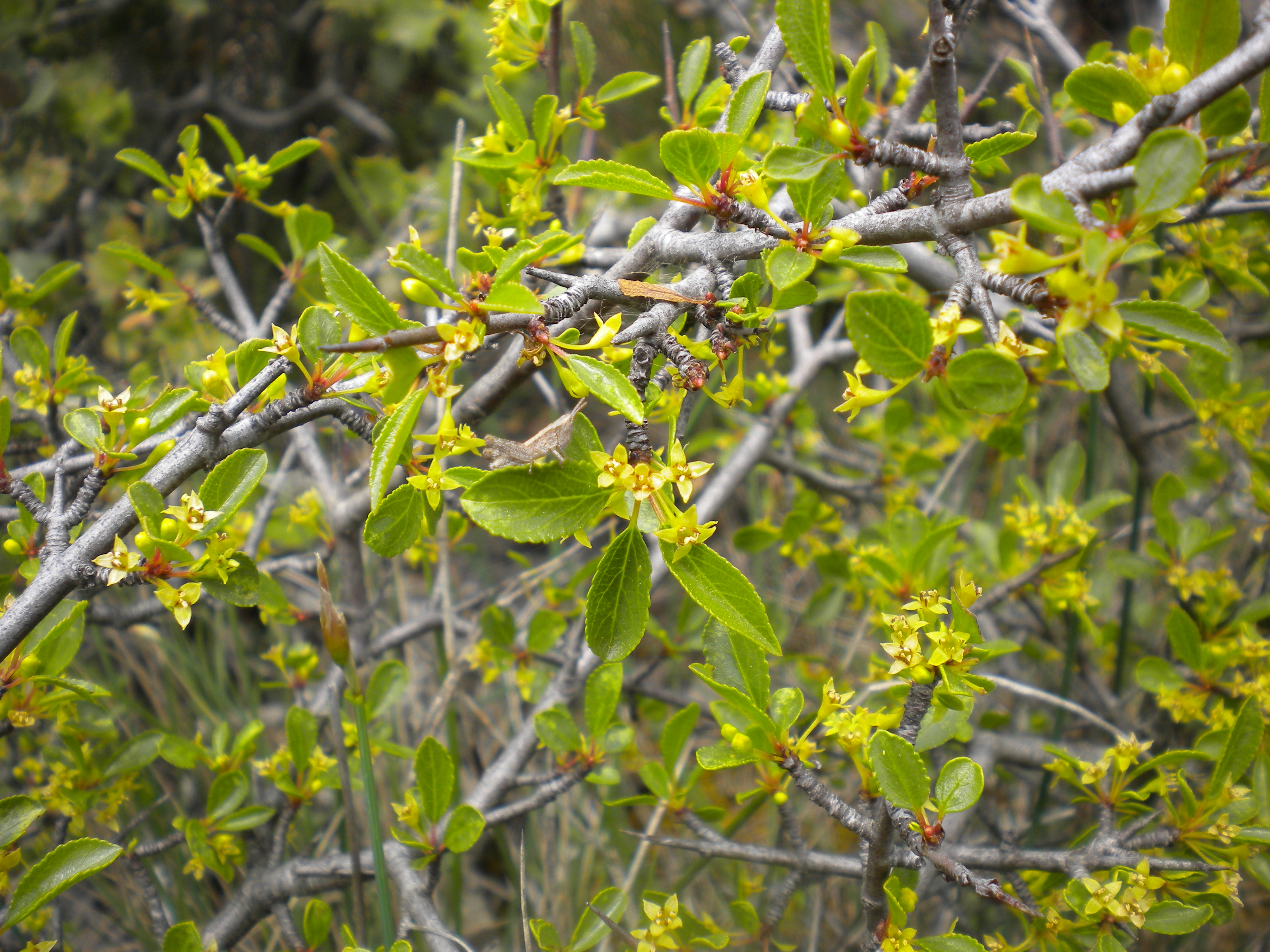
Detalle de las hojas e inflorescencias.

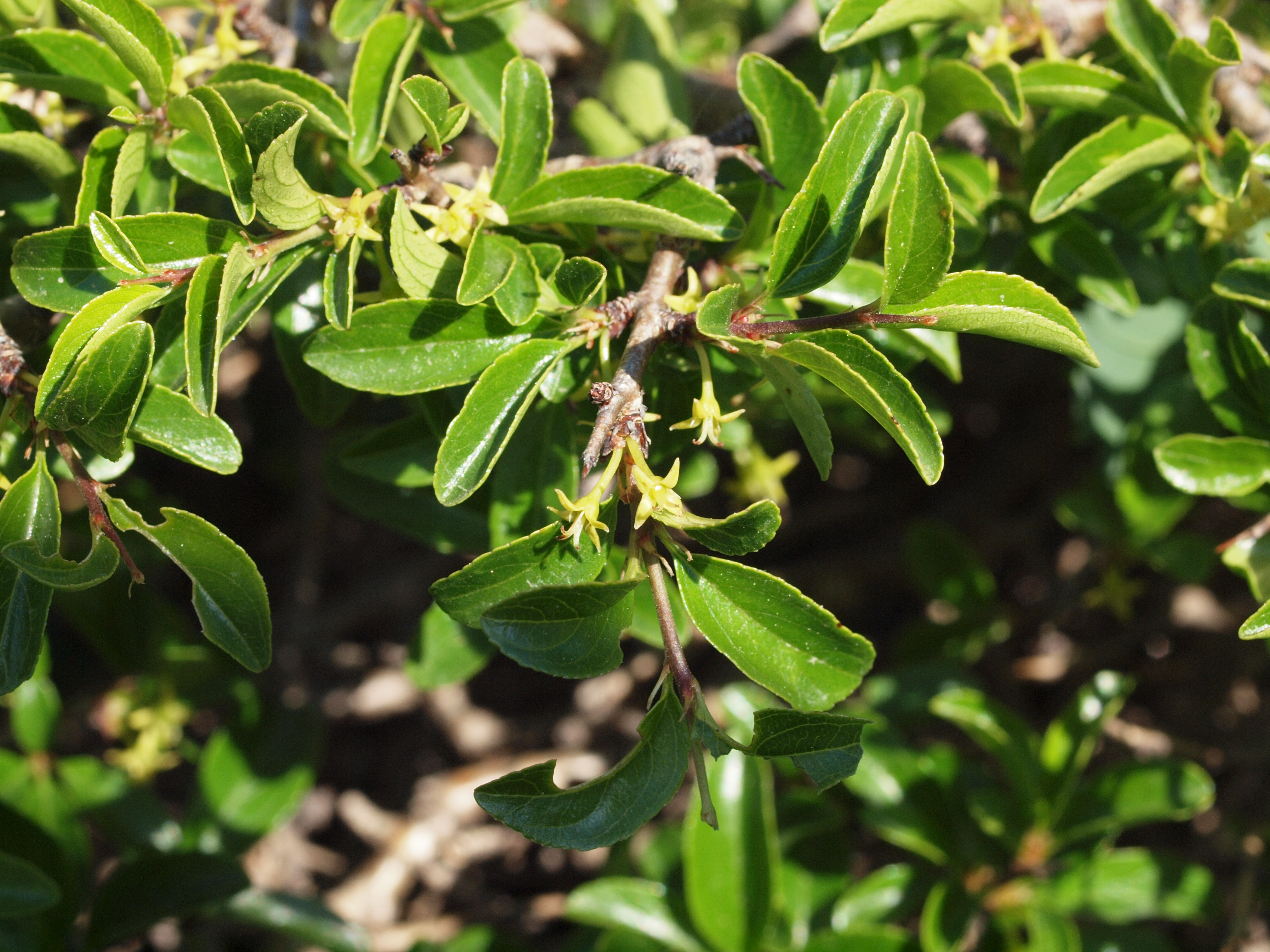
Vista de la planta

## Hábitat
Centro y sur de Europa, en bosques y matorrales, laderas rocosas, hasta media montaña.

## Taxonomía
Rhamnus saxatilis fue descrita por Nikolaus Joseph von Jacquin y publicado en Enum. Stirp. Vindob. 39, en el año 1762.
Etimología
Rhamnus: nombre genérico que deriva de un antiguo nombre griego para el espino cerval.
saxatilis: epíteto que significa "que crece entre rocas".
Citología
Número de cromosomas de Rhamnus saxatilis (Fam. Rhamnaceae) y táxones infraespecíficos: 
2n=24
Sinonimia
- Cervispina saxatilis (Jacq.) Fourr.
- Frangula saxatilis (Jacq.) Cramer
- Girtanneria saxatilis (Jacq.) Neck.
- Lithoplis saxatilis (Jacq.) Raf.	[6]

subsp. tinctoria Nyman
- Rhamnus tinctoria Waldst. & Kit.[7]

## Nombres comunes
- Castellano: arto, artos, chaparro mesto, chaparro mesto ratonero, chaparro misto, espino de tintes, espino roquero, granos de Aviñón (fruto), manzanas de culebras.[8]